# Сентенарио (монета)
Сентенарио (исп. Centenario) — тип мексиканских золотых инвестиционных монет.

## Описание
Монеты впервые были отчеканены в 1921 году к 100-летию независимости Мексики от Испании. Centenario в переводе с испанского означает «столетний». Несмотря на название, монета имеет номинал в 50 песо. Во время первого выпуска стоимость золота в монете примерно равнялась 50 песо, в то же время монета не была предназначена для обращения по обозначенному номиналу.
На аверсе монет помещён первый государственный герб Мексики и надпись ESTADOS UNIDOS MEXICANOS (Соединённые Штаты Мексики). На реверсе изображена богиня Ника (Эль Анхель) на фоне двух известных вулканов Мексики (Попокатепетль и Истаксиуатль). Слева от богини Ники размещён номинал 50 PESOS, справа вес чистого золота в монете 37.5 Gr PURO ORO. В левой нижней части монеты указан год образования Мексики — 1821, в правой части помещался год чеканки монет.
При первом выпуске монеты чеканились в течение 10 лет с 1921 до 1931 года. Во время Второй Мировой войны спрос на золото на мировом рынке возрос, и было принято решение о возобновлении чеканки монет, которая продолжалась с 1943 по 1947 год. С 1949 по 1972 год монеты чеканились с датой 1947 года. Также с датой 1947 сентенарио выпускались в 1996 году и с 2000 по 2009 год.
Вес монеты 41,6666 грамма, вес чистого золота 37,5 г. (1,2056 тройской унции), диаметр монеты 37 мм, диаметр монет 1943 года 39 мм.

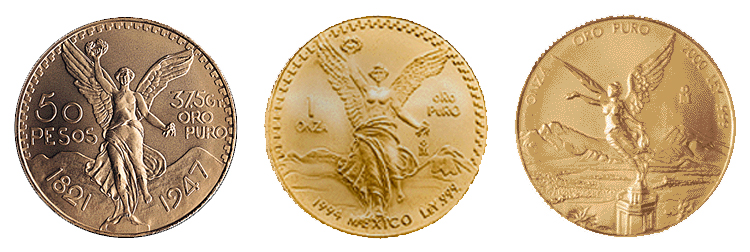
Сентенарио 1947 года (слева) в сравнении с другими золотыми инвестиционными монетами Мексики

## Годы чеканки и тиражи
| Год        | Тираж     |
| ---------- | --------- |
| 1921       | 180,000   |
| 1922       | 463,000   |
| 1923       | 432,000   |
| 1924       | 439,000   |
| 1925       | 716,000   |
| 1926       | 600,000   |
| 1927       | 606,000   |
| 1928       | 538,000   |
| 1929       | 458,000   |
| 1930       | 372,000   |
| 1931       | 137,000   |
| 1943       | 89,000    |
| 1944       | 593,000   |
| 1945       | 1’012,000 |
| 1946       | 1’588,000 |
| 1947       | 309,000   |
| 1949-1972* | 3’975,654 |
| 1996*      | ?         |
| 2000-2009* | 302,000   |

- *С датой 1947.